# Futbol Club Santboià
El Futbol Club Santboià és el club de futbol més destacat de la ciutat de Sant Boi de Llobregat (Baix Llobregat), fundat el 1908.

## Història

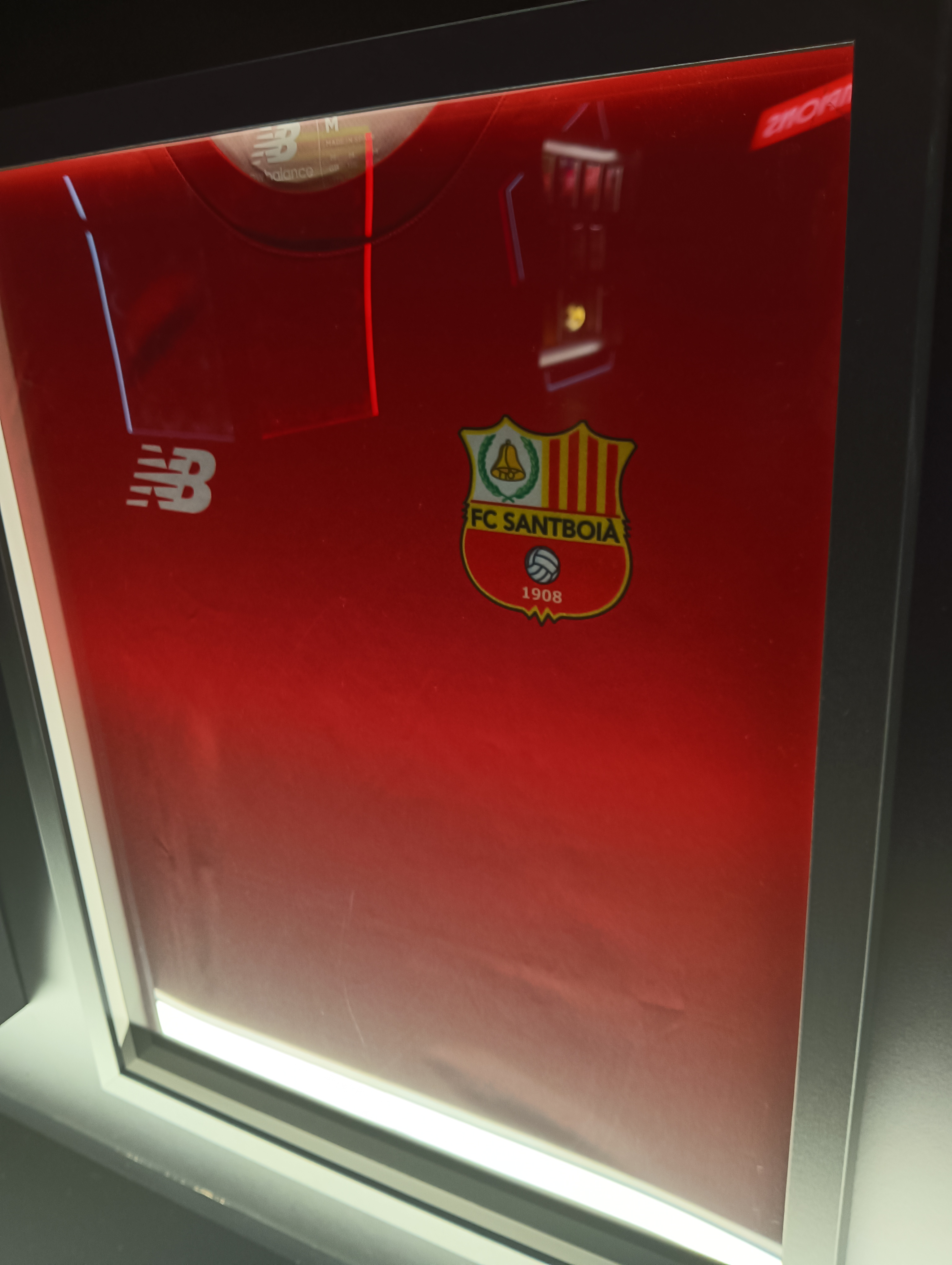
Samareta FC Santboia.

Fou l'any 1908 quan Joan Baptista Milà i Rebull i d'altres companys fundaren el Futbol Club Santboià, que set anys després ingressà a la Federació Catalana. El club va viure una gran progressió que el portà a la segona divisió del futbol català força anys. Entre 1915 i 1922 va guanyar tots els campionats del Baix Llobregat. L'any 1956 el club va jugar per primer cop a la Tercera Divisió estatal. El 1976-77 va guanyar el Campionat de Catalunya amateur, derrotant el Granollers. També guanyà el campionat d'Espanya de la mateixa categoria. El 8 de desembre del 1975 inaugurà l'Estadi Municipal de Futbol amb un partit contra l'Espanyol. Anys més tard, el 2004, s'inaugurà el nou estadi de la ciutat que porta el nom del fundador del club.
El 20 de juny de 2010, el Santboià va aconseguir l'històric ascens a la 2a división B imposant-se al Tudelano a la fatídica tanda de penals. Durant la fase d'ascens, en la qual va jugar els tres partits de tornada fora de casa, va eliminar l'Arandina, el Corralejo i al mateix Tudelano.

## Evolució de l'uniforme[2]
| 1919 | 1925 | 1955 | 1967 | 1981 | Centenari | 2010 |  |

## Palmarès
- Campionat de Catalunya d'Aficionats:[3]
  - 1976-77

## Temporades
Fins a la temporada 2011-12 el club ha militat 1 vegada a Segona Divisió B i 24 vegades a Tercera Divisió.
| - 1956-57: 3a Divisió 6è - 1957-58: 3a Divisió 10è - 1958-59: 3a Divisió 11è - 1959-60: 3a Divisió 11è - 1960-61: 3a Divisió 16è - 1968-69: 3a Divisió 10è - 1969-70: 3a Divisió 14è - 1981-82: 3a Divisió 16è - 1982-83: 3a Divisió 10è - 1983-84: 3a Divisió 11è |  | - 1984-85: 3a Divisió 18è - 1987-88: 3a Divisió 18è - 1992-93: 1a Catalana 7è - 1993-94: 1a Catalana 7è - 1994-95: 1a Catalana 1r - 1995-96: 3a Divisió 3r - 1996-97: 3a Divisió 10è - 1997-98: 3a Divisió 17è - 1998-99: 3a Divisió 18è - 1999-00: 1a Catalana 4t |  | - 2000-01: 3a Divisió 18è - 2001-02: 1a Catalana 18è - 2002-03: 1a Catalana 9è - 2003-04: 1a Catalana 1r - 2004-05: 3a Divisió 6è - 2005-06: 3a Divisió 6è - 2006-07: 3a Divisió 7è - 2007-08: 3a Divisió 4t - 2008-09: 3a Divisió 4t - 2009-10: 3a Divisió 3r |  | - 2010-11: 2a Divisió B 20è - 2011-12: 3a Divisió 6è - 2012-13: 3a Divisió 15è |

## Jugadors destacats
- Baldiri Elías[4]
- Esteve Cifuentes[5]
- Moha
- Valiente